# Gomphocarpus
Gomphocarpus R.Br., 1810 è un genere di piante della famiglia delle Apocinacee.

## Tassonomia
Il genere comprende le seguenti specie:
- Gomphocarpus abyssinicus Decne.
- Gomphocarpus cancellatus (Burm.f.) Bruyns
- Gomphocarpus filiformis (E.Mey.) D.Dietr.
- Gomphocarpus fruticosus (L.) W.T.Aiton
- Gomphocarpus glaucophyllus Schltr.
- Gomphocarpus integer (N.E.Br.) Bullock
- Gomphocarpus kaessneri (N.E.Br.) Goyder & Nicholas
- Gomphocarpus munonquensis (S.Moore) Goyder & Nicholas
- Gomphocarpus phillipsiae (N.E.Br.) Goyder
- Gomphocarpus physocarpus E.Mey.
- Gomphocarpus praticola (S.Moore) Goyder & Nicholas
- Gomphocarpus purpurascens A.Rich.
- Gomphocarpus rivularis Schltr.
- Gomphocarpus semiamplectens K.Schum.
- Gomphocarpus semilunatus A.Rich.
- Gomphocarpus sinaicus Boiss.
- Gomphocarpus stenophyllus Oliv.
- Gomphocarpus swynnertonii (S.Moore) Goyder & Nicholas
- Gomphocarpus tenuifolius (N.E.Br.) Bullock
- Gomphocarpus tomentosus Burch.